# Почесне консульство Латвійської Республіки у Львові
Почесне консульство Латвійської Республіки у м. Львові — офіційне дипломатичне представництво Латвійської Республіки у Львові.

## Історія Почесного консульства Латвійської Республіки у Львові з 2005р. до сьогодення

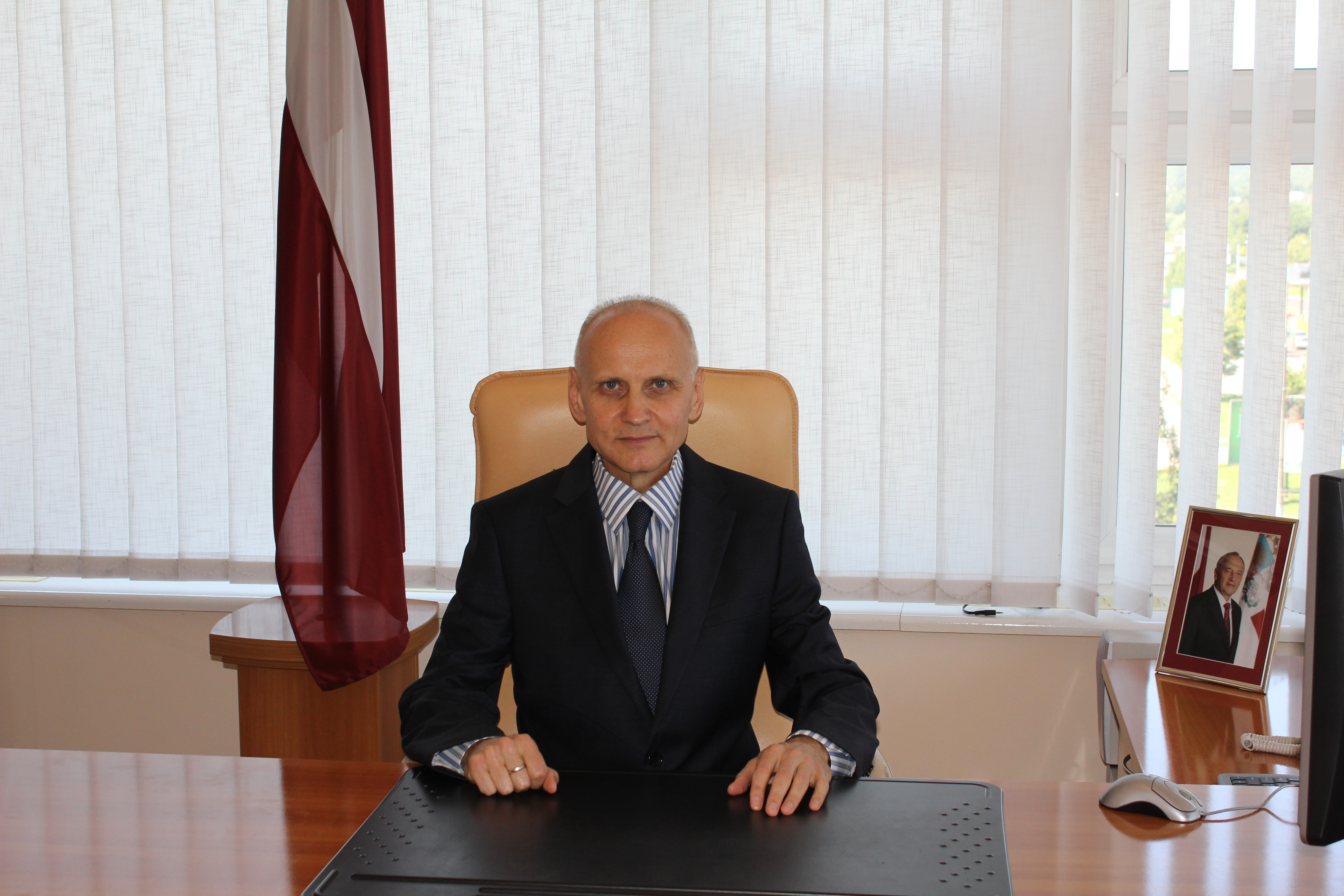
Почесний консул Латвійської Республіки у Львові Володимир Гарцула.

Латвійська Республіка та Україна встановили дипломатичні відносини 12 лютого 1992 р. Для поглиблення двосторонніх міжрегіональних відносин і розширення співпраці в торговельно-економічній і соціально-культурній сферах, 20 липня 2005 р. у Львові була відкрита Консульська установа Латвійської Республіки, яку очолив Почесний консул Володимир Гарцула — відомий львівський підприємець і громадський діяч, голова правління групи компаній «ВЕЕМ».
У церемонії урочистого відкриття консульської установи Латвії у Львові взяли участь делегація на чолі з Надзвичайним та Повноважним Послом Латвійської Республіки в Україні Андрісом Вілцансом.

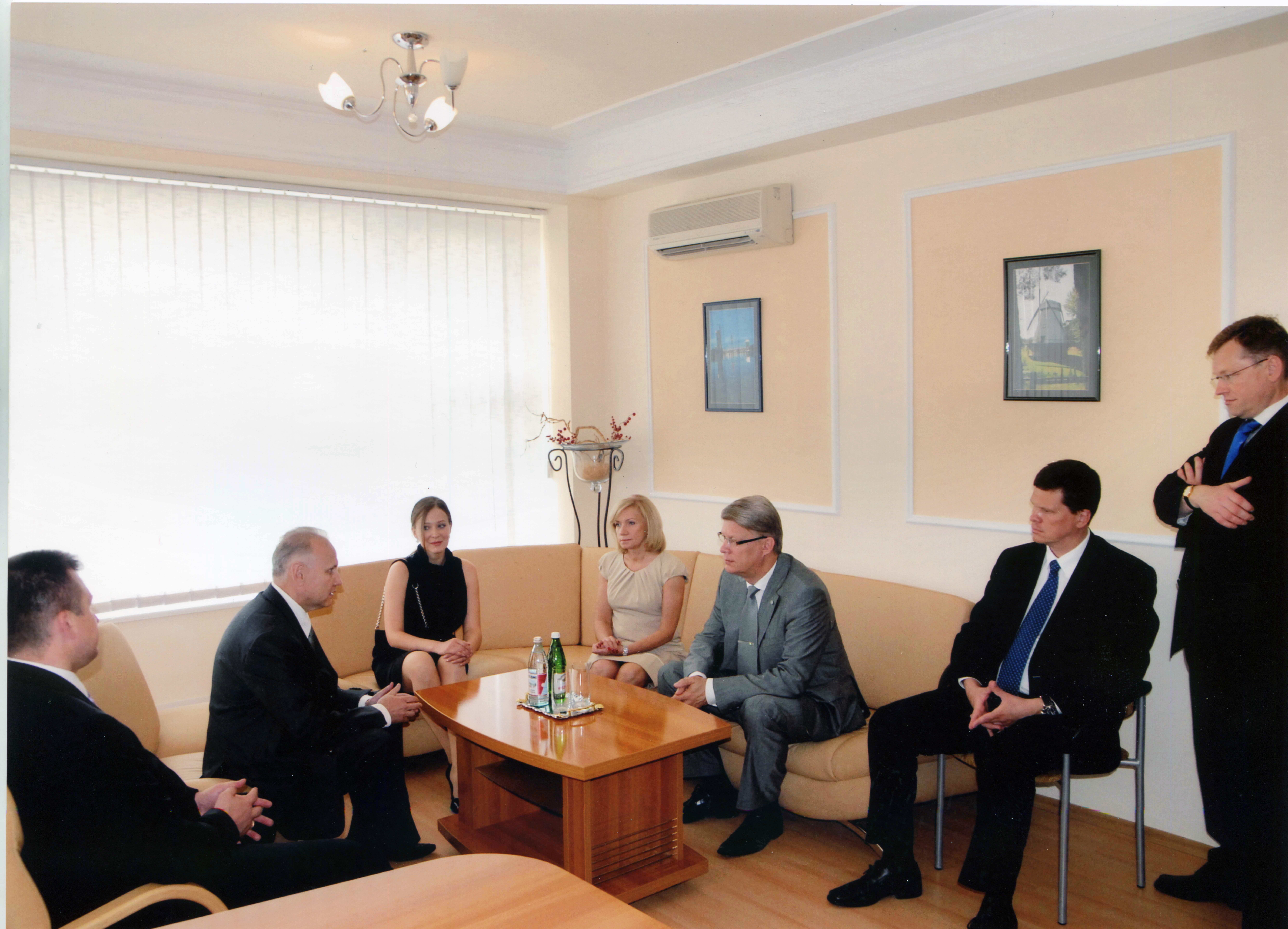
Зустріч Президента Латвійської Республіки Валдіса Затлерса з Почесним консулом Володимиром Гарцулою у Львові.

Основними напрямами діяльності консульства стали — налагодження і розвиток контактів між бізнесовими колами Латвії та України, підтримка громадян Латвії під час перебування на території консульського округу, проведення різноманітних освітніх та культурних заходів. У червні 2008 р. установа була залучена до організації візиту Президента Латвійської Республіки Валдіса Затлерса до Львова в рамках його державного візиту в Україну.

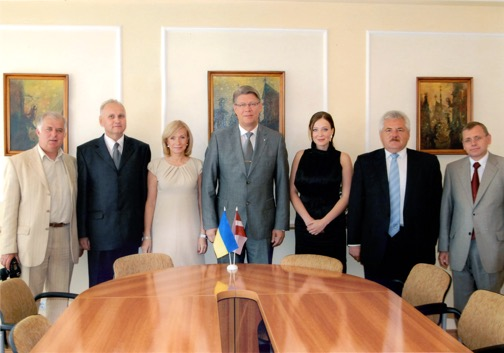
Президент Латвійської Республіки Валдіс Затлерс у Почесному консульстві Латвії у м. Львові, 27 червня 2008 року.

За сприяння Почесного консула В. Гарцули між Львовом і Ригою, а також між іншими містами Львівщини і Латвії (Дрогобич, Пустомити і Смілтане, Жовква і Цесіс, Трускавець і Лудза) було підписано низку угод про співпрацю. За заслуги перед Латвійською Республікою у вересні 2008 р. В. Гарцула був нагороджений найдавнішим латвійським орденом «Хрест Визнання».

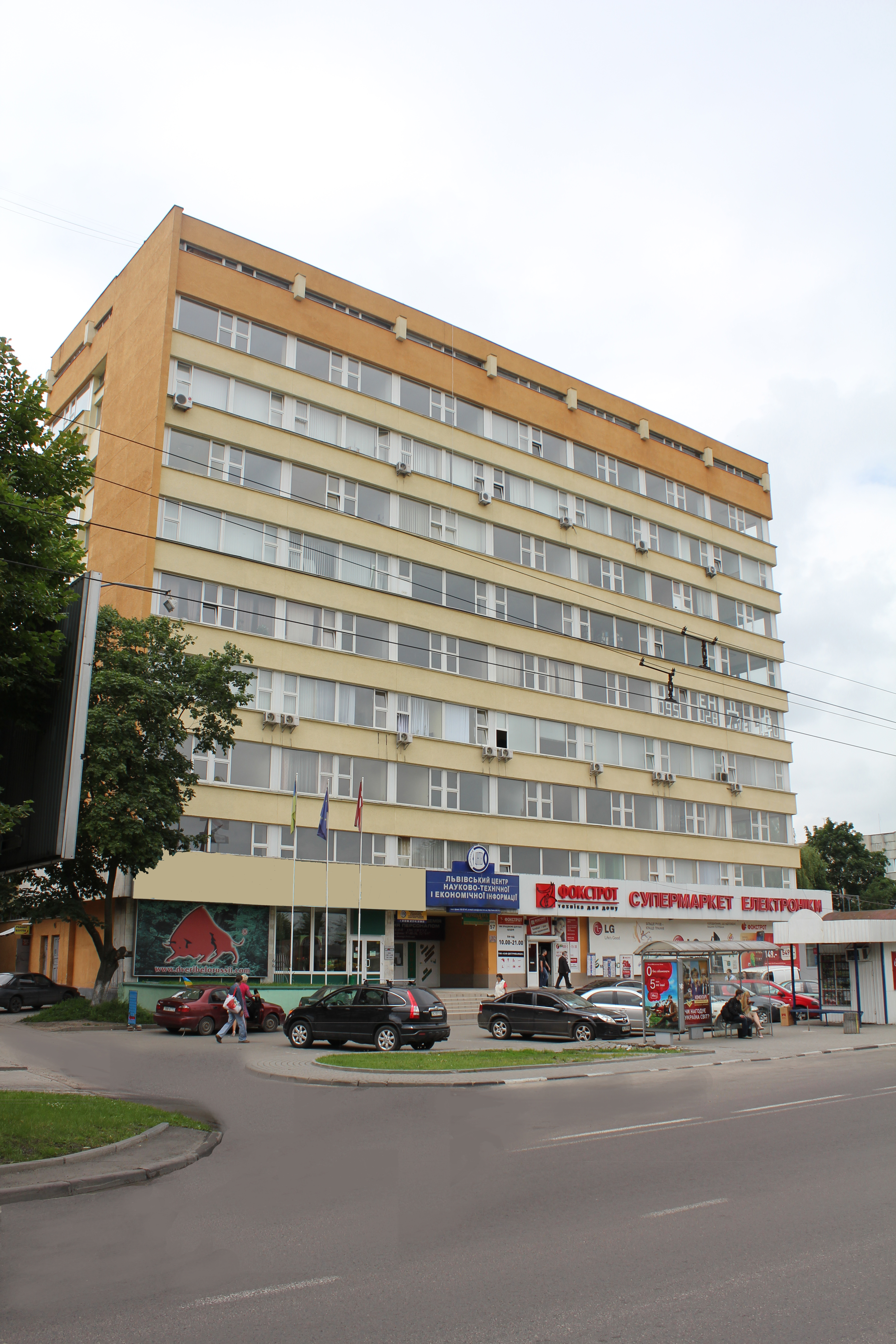
Будівля на просп. В. Чорновола, 57, де розміщувалось Почесне консульство Латвійської Республіки у Львові до переїзду на вул. Б. Хмельницького 212.

Почесне консульство розташоване на вулиці Богдана Хмельницького 212.

## Історія Почесного консульства Латвії у Львові в 1929—1939 рр
Офіційні латвійсько-польські відносини започатковані 27 січня 1921 р., коли Польща визнала Латвійську Республіку.
Перше консульство Латвійської Республіки у Львові розпочало роботу в червні 1929 р.. Юрисдикція консульства поширювалась на всі східні воєводства тодішньої Речі Посполитої: Станіславівське, Волинське, Тернопільське і Львівське.
Почесним консулом Латвійської Республіки у травні 1929 р. був призначений відомий у Львові та в Галичині нафтовий промисловець Віт Сулімірський, власник нафтових родовищ у Кросненському повіті, член наглядової ради Польського промислового банку й акціонерного товариства «Гасоліна», голова Демократичного клубу у Львові.
Консульство Латвії містилось на тодішній вул. Романовича, 1, у службовому приміщенні Дністрянської нафтової спілки «Десна» (нині — корпус біологічного факультету ЛНУ імені Івана Франка), до якої мав безпосередній стосунок керівник представництва. Крім того, у будинку містився Польсько-американський еміграційний (колонізаційний) синдикат.
Початок діяльності В. Сулімірського на посаді Почесного консула Латвійської Республіки у Львові збігся з укладанням революційної угоди Львівського газового заводу з АТ «Газоліна» про прокладання газогону Дашава-Львів (68 км) до Львівського газового заводу і постачання його природним газом. Успішна співпраця з АТ «Газоліна» тривала до 1939 р., коли з приходом нової влади на її базі було створено Стрийське експлуатаційне управління Наркомату нафтової промисловості СРСР.
Діяльність Латвійського консульства припинено у вересні 1939 р. у зв'язку з початком Другої світової війни.

## 10-річчя діяльності консульства Латвійської Республіки у Львові

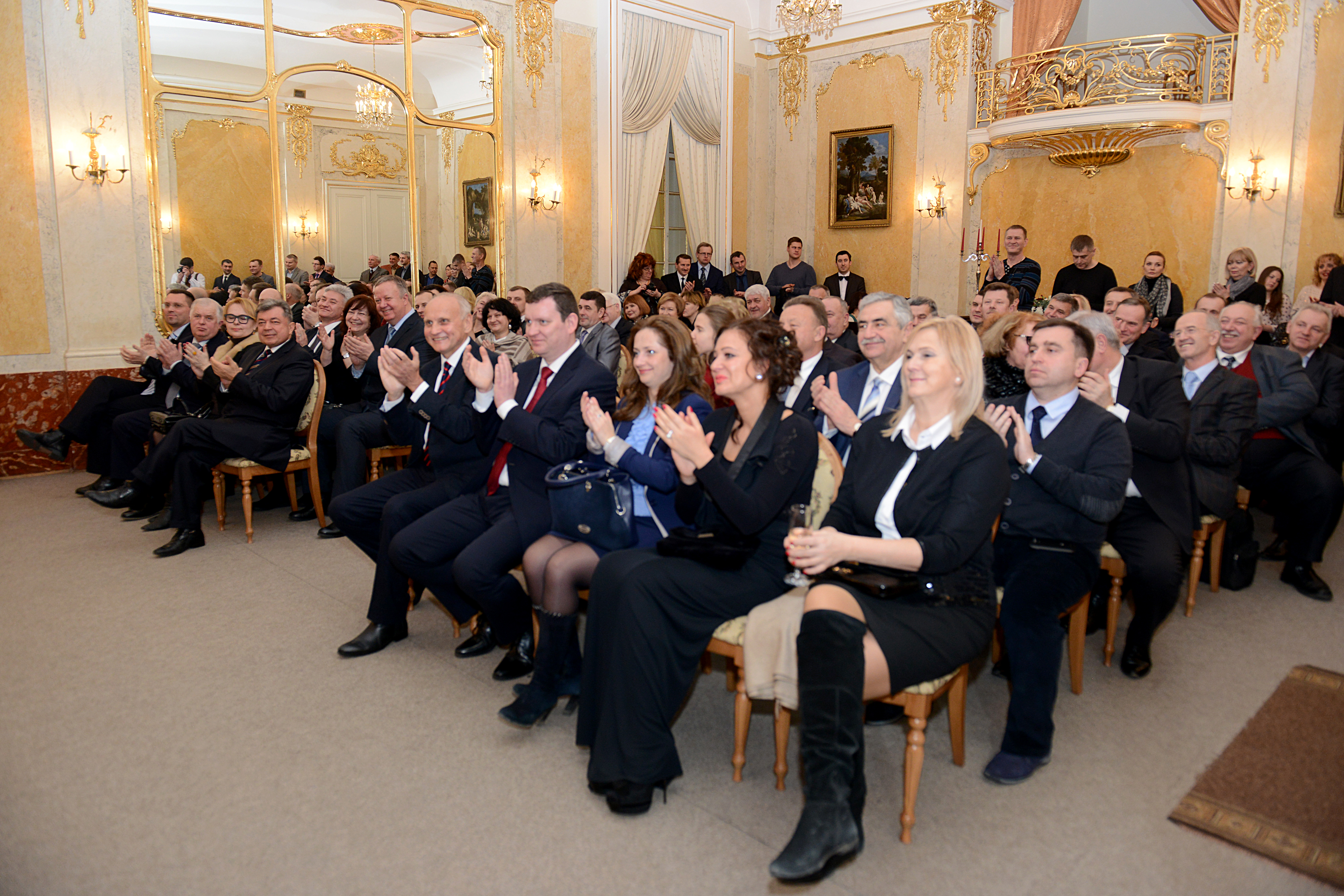
Прийом з нагоди 10-річчя діяльності Почесного консульства Латвійської Республіки у Львові, 28 січня 2016

28 січня 2016 р. Почесне консульство Латвійської Республіки у Львові відсвяткувало 10-річчя своєї діяльності. Урочистий прийом з цієї нагоди відбувся у палаці Потоцьких.  Для участі в заході прибула спеціальна делегація з Латвії, у тому числі чотири депутати Латвійського сейму. Привітати консульську установу також прийшли представники місцевої української влади.
Почесний консул Латвійської Республіки Володимир Гарцула заявив, що за останні десять років була проведена величезна робота зі зміцнення зв'язків між Латвійською Республікою і Львівщиною, було організовано багато різноманітних спільних заходів. Ряд українських міст підписали угоди про партнерство з латвійськими містами. Зокрема, це Львів, Пустомити, Дрогобич, Городок, Східниця, а також Косів Івано-Франківської області. Консул підкреслив, що за цей час Львів відвідали два президенти Латвійської Республіки, що теж є свідченням тісних зв'язків.
Також Володимир Гарцула відзначив роботу Центру Балтистики Львівського національного університету ім. Івана Франка і повідомив, що цього року за підтримки консульства планується здійснити нові переклади українською мовою творів латвійської літератури.
Урочистості відвідав Надзвичайний та Повноважний Посол Латвійської Республіки в Україні Юріс Пойканс, який заявив, що його держава готова підтримувати Україну в усіх галузях. «Ми будемо підтримувати Україну на її шляху до європейської спільноти і сподіваємося, що Україна незабаром отримає безвізовий режим з ЄС», — додав він.